# Растр (поліграфія)

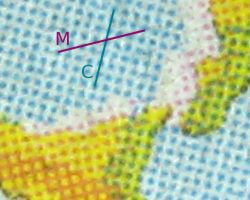

Растр — точкова структура графічного зображення в поліграфії та для цифрового друку.
Через те, що в кожній точці листа можна нанести фарбу або не наносити її, кожне графічне зображення для друку має бути перетворено в сукупність точок. Ці точки, зливаючись на відстані, створюють відчуття колірних переходів. Розрізняють регулярний растр і стохастичний.

## Растр з регулярною структурою
Регулярний растр — растр, коли його елементи утворюють регулярні структури (сітки) в площині.
Півтони формуються зміною розмірів растрової точки. Таким чином, регулярний растр можна називати амплітудно-модульованим. Три основних характеристики точок регулярного растра — кут повороту растра, форма точки і лінеатура. Головним недоліком регулярних растрів є виникнення муару.
Для отримання багатоколірних ілюстрацій оригінал спочатку розкладають на кольороподілені зображення для чотирьох основних фарб (CMYK). Кожне кольороподілене зображення растеризується зі своїм кутом повороту.
Для чорно-білого друку як правило використовується кут в 45°. У традиційній технології репродукування кольороподілені зображення для хроматичних фарб (RGB) розгорнуті один до одного на 30 градусів. Для кольорового друку в системі CMYK характерні наступні кути повороту растра: для блакитної фарби використовується поворот в 15° або 105° , для фарби пурпурової — 75° або 15°, для фарби жовтої — 0° або 90°, для фарби чорної — 45° або 135°.
Такі кути вибрані не випадково. При неналежній орієнтації растрових структур при друку майже гарантовано виникне спотворення — муар. Причиною виникнення видимої муарової сітки є періодична структура кольороподілених зображень. Однак муар, що виникає через взаємодії растрової структури з періодичною структурою самого зображення, неможливо повністю виключити як перешкоду для зорового сприйняття репродукції.

## Стохастичний растр
Стохастичний растр (від фр. stochastique- здогадка) — нерегулярна, але візуально однорідна випадкова структура відбитка, що виключає помітні згустки і розрідження друкованих елементів; відповідно тону ділянок оригіналу змінюється як площа (в півтонах і тінях зображення утворюються конгломерати — скупчення з однакових за формою і площі дотичних друкованих елементів), так і крок установки (частота) растрових елементів.